# Goatman
Ten artykuł dotyczy stworzenia, którego istnienia nie potwierdza współczesna zoologia.
Goatman (pol. człowiek-koza) – zagadkowe stworzenie z amerykańskiej miejskiej legendy, opisywane jako hybryda człowieka i kozła. Według licznych relacji świadków, Goatman miał pojawiać się przede wszystkim w lasach hrabstwa Prince George w stanie Maryland, a także w innych miejscach Stanów Zjednoczonych, w tym w Wirginii Zachodniej. Doniesienia o jego obecności sięgają lat 60. XX wieku i stanowią istotny element lokalnego folkloru.

## Historia
W maju 1971 roku student University of Maryland, George Lizama, ukończył licencjacki projekt folklorystyczny poświęcony postaci Goatmana, który został później włączony do zbiorów Maryland Folklife Archives. W swoim opracowaniu Lizama lokalizował Goatmana w rejonie Tucker Road w Clinton, Maryland. Jesienią tego samego roku projekt został odkryty przez reporterkę Karen Hosler, która opisała go w październiku 1971 roku na łamach Prince George's County News. W jej relacji Goatman miał pojawiać się w okolicach Fletchertown Road w Bowie, a jego pochodzenie wiązano z rzekomymi eksperymentami prowadzonymi w Beltsville Agricultural Research Center.
Chociaż legendy o Goatmanie rozpowszechniły się głównie na początku lat 70. XX wieku, niektóre opowieści sięgają końca lat 30. Wówczas w hrabstwie Prince George miało dojść do serii zaginięć i/lub śmierci psów domowych, które lokalna społeczność zaczęła przypisywać mitycznemu stworzeniu. Choć stan odnalezionych szczątków sugerował raczej wypadki z udziałem przejeżdżających pociągów, opowieści o Goatmanie utrzymywały się, szczególnie wśród młodzieży. Graffiti z napisem „Goatman był tutaj” nie należały do rzadkości, a lokalna policja regularnie otrzymywała zgłoszenia o rzekomych obserwacjach, z których wiele okazywało się żartami.
Według popularnych opisów Goatman miał ludzką twarz, ale ciało pokryte włosami. Relacje różniły się jednak w szczegółach – jedni opisywali go jako owłosionego humanoida, inni porównywali do fauna z mitologii greckiej, z dolną częścią ciała przypominającą kozę.
Plotki głosiły również, że Goatman zamieszkiwał prowizoryczne schronienie w zalesionym rejonie północno-wschodniego hrabstwa Prince George, w pobliżu opuszczonych parków przyczep kempingowych. Od czasu do czasu powtarzano także pogłoski, że istota ta wyruszała na polowanie, zabijając każdą napotkaną żywą istotę — zarówno zwierzęta, jak i ludzi.

## Wersje legendy miejskiej

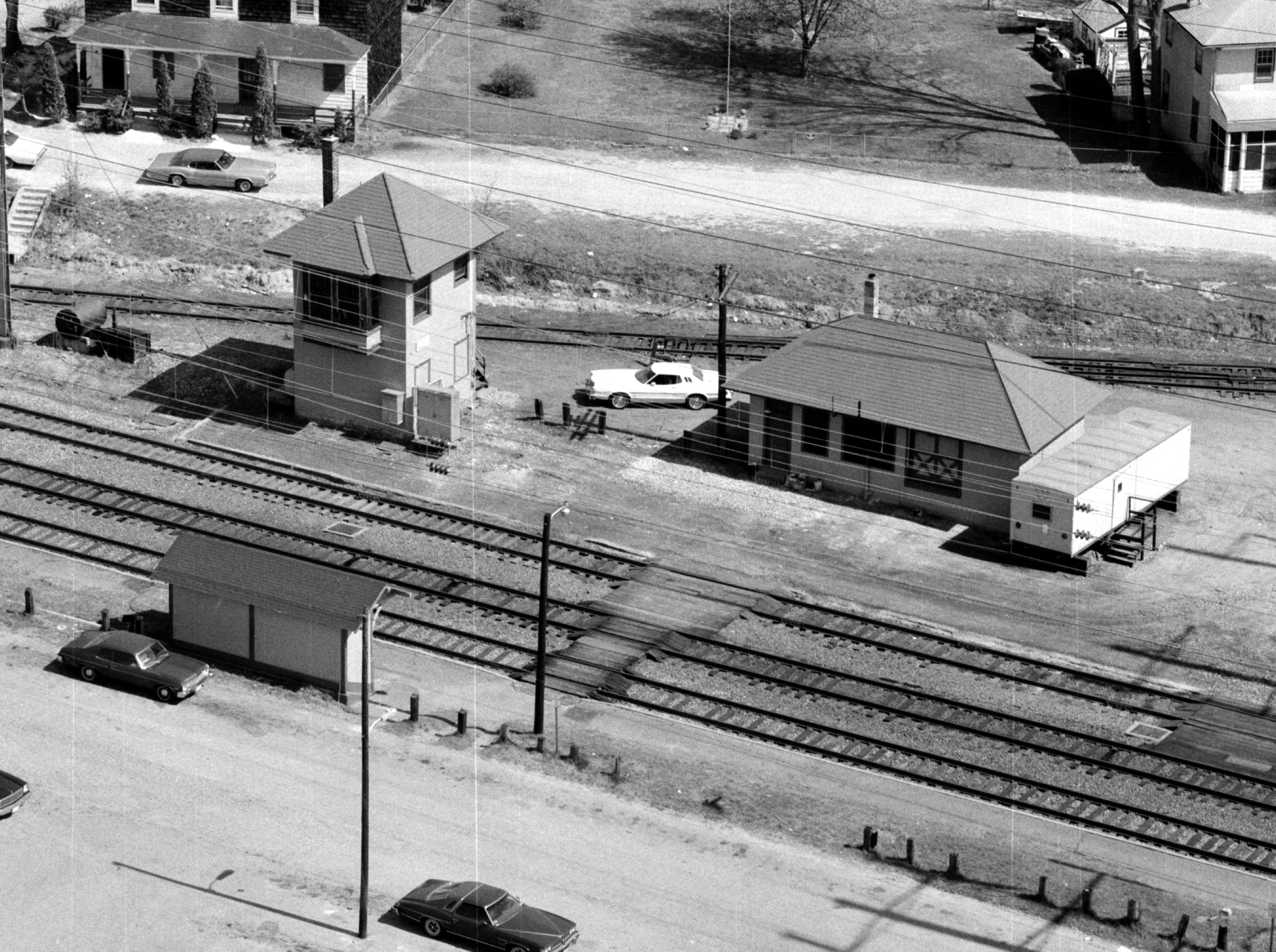
Bowie w latach 70. XX wieku, gdzie odnotowano wiele obserwacji człowieka-kozy

Według niektórych wersji miejskiej legendy, Goatman miał być pierwotnie naukowcem imieniem dr Stephen Fletcher, pracującym w Beltsville Agricultural Research Center. W tej opowieści, w wyniku nieudanego eksperymentu genetycznego na kozach, doszło do mutacji, która przekształciła naukowca w pół człowieka, pół kozę. Nowo powstała istota miała następnie rozpocząć agresywne ataki na samochody, szczególnie w pobliżu Beltsville w stanie Maryland. Historia ta, choć całkowicie niepotwierdzona, stała się jedną z najpopularniejszych i najczęściej powtarzanych wersji genezy Goatmana.
Inna wersja legendy przedstawia Goatmana nie jako mutanta, lecz jako starego pustelnika, żyjącego samotnie w lesie. Miał on rzekomo nocami spacerować wzdłuż Fletchertown Road, wzbudzając niepokój i fascynację lokalnej społeczności. W tej wersji postać Goatmana nabiera cech bardziej ludzkich, choć nadal tajemniczych i niepokojących.